# جيمس روبرت ميلر
جيمس روبرت ميلر (بالإنجليزية: James Rupert Miller)‏ هو مهندس معماري كندي وأمريكي، ولد في 27 يونيو 1869 في نيو برونزويك في كندا، وتوفي في 23 أغسطس 1946.